# Bar à vin
Pour les articles homonymes, voir Bar et Vin.

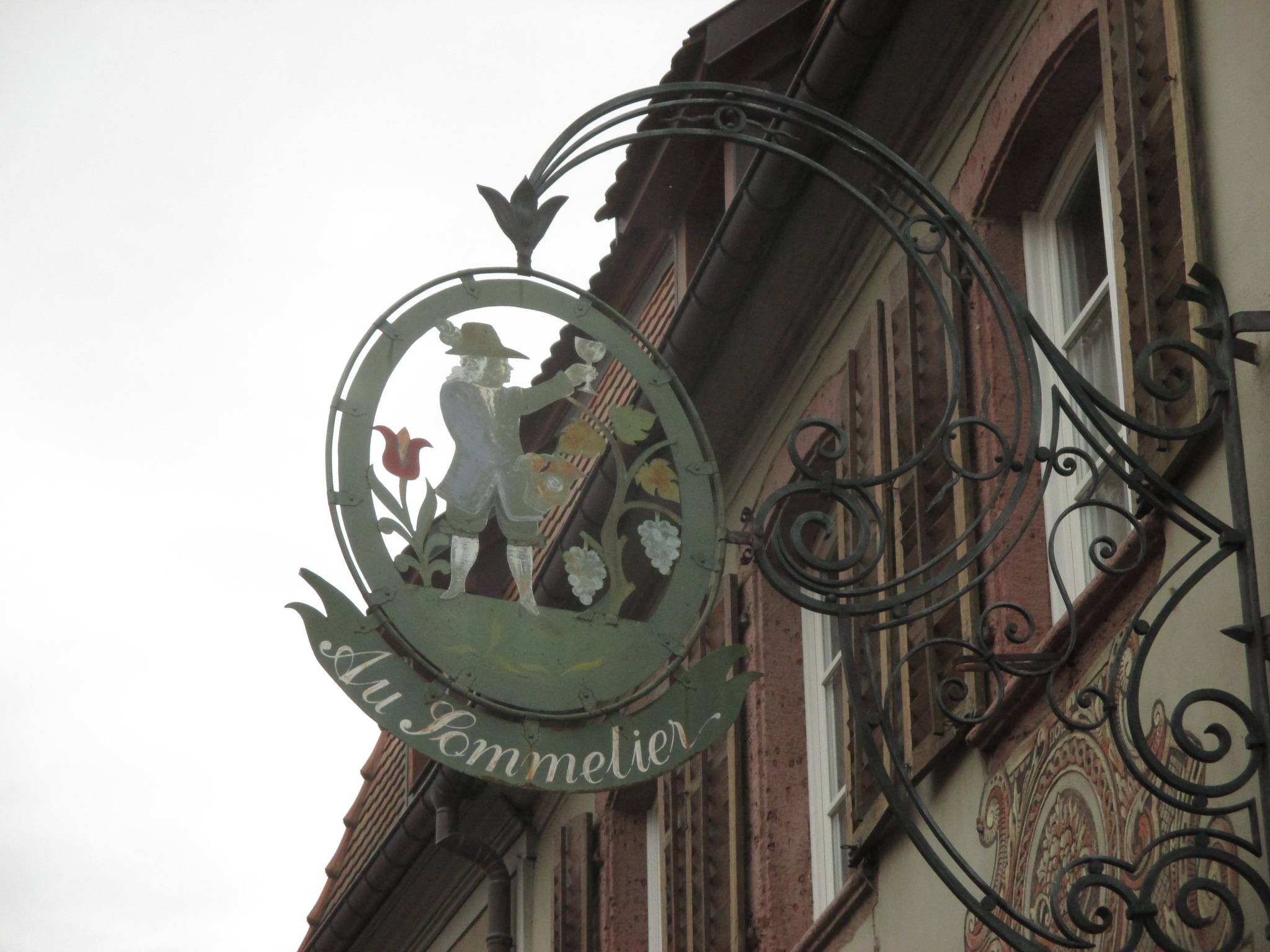
Enseigne traditionnelle de Winstub « Au Sommelier » du vignoble d'Alsace

Un bar à vin (wine bar en anglais, weinstube en Allemagne, winstub en Alsace, enoteca en espagnol, osteria en Italie) est une variante de bar-restaurant, spécialisé dans la dégustation de vins, pour les amateurs oenophiles. 

## Histoire
Variante des pub, taverne, brasserie, café, bistro, bouchon lyonnais, bar à cocktails, caviste, Œnothèque, caveau de dégustation, les bars à vin sont généralement répandus dans les régions viticoles, spécialisés dans la dégustation de sélection de vin au verre, plutôt que d'apéritif, alcool, cocktail, ou bière...  
- Quelques bars à vin du vignoble de Bourgogne Dijon, Beaune, Nuits-Saint-Georges, etc.

Quelques bars à vin du vignoble de Bourgogne Dijon, Beaune, Nuits-Saint-Georges
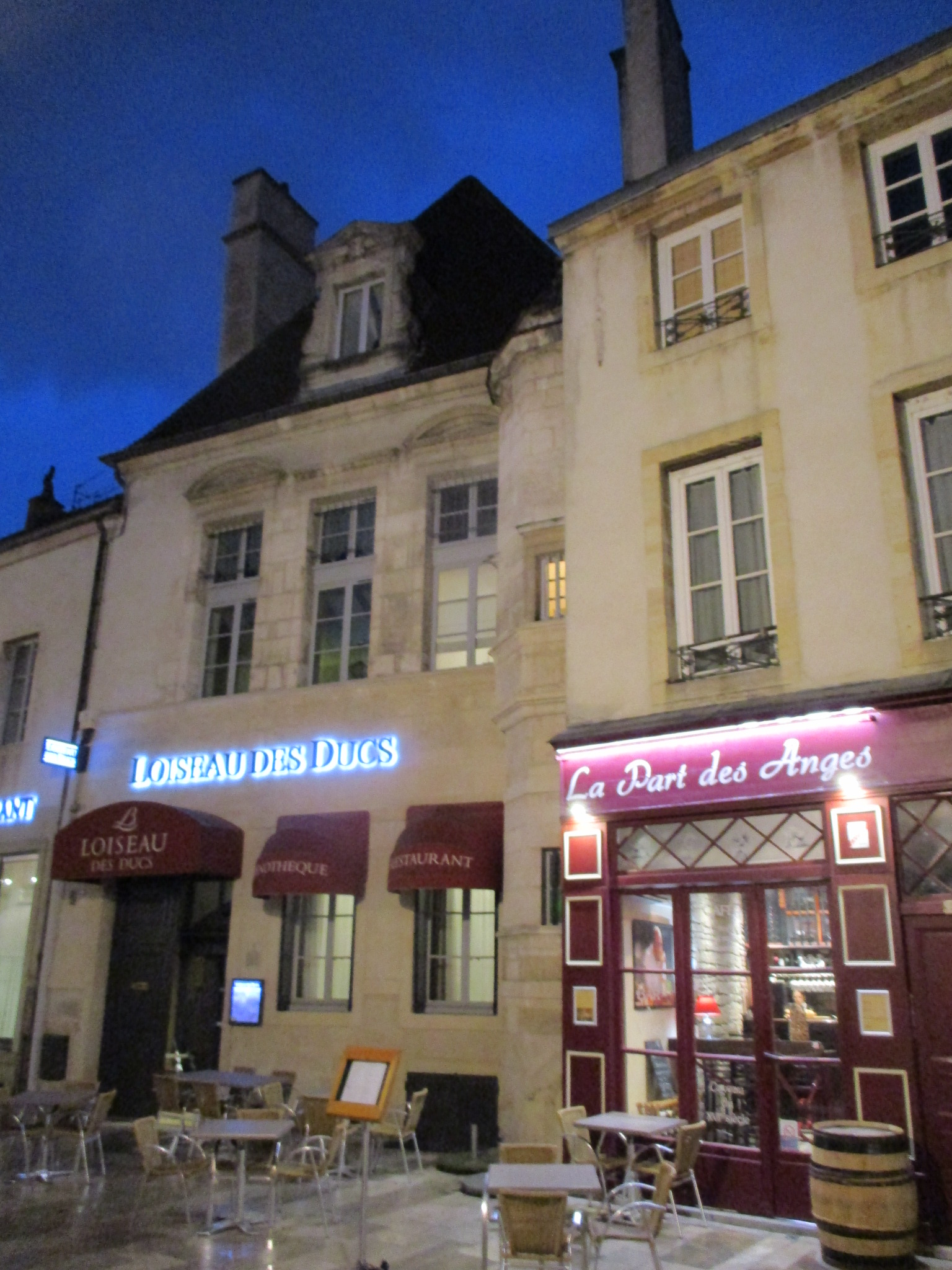
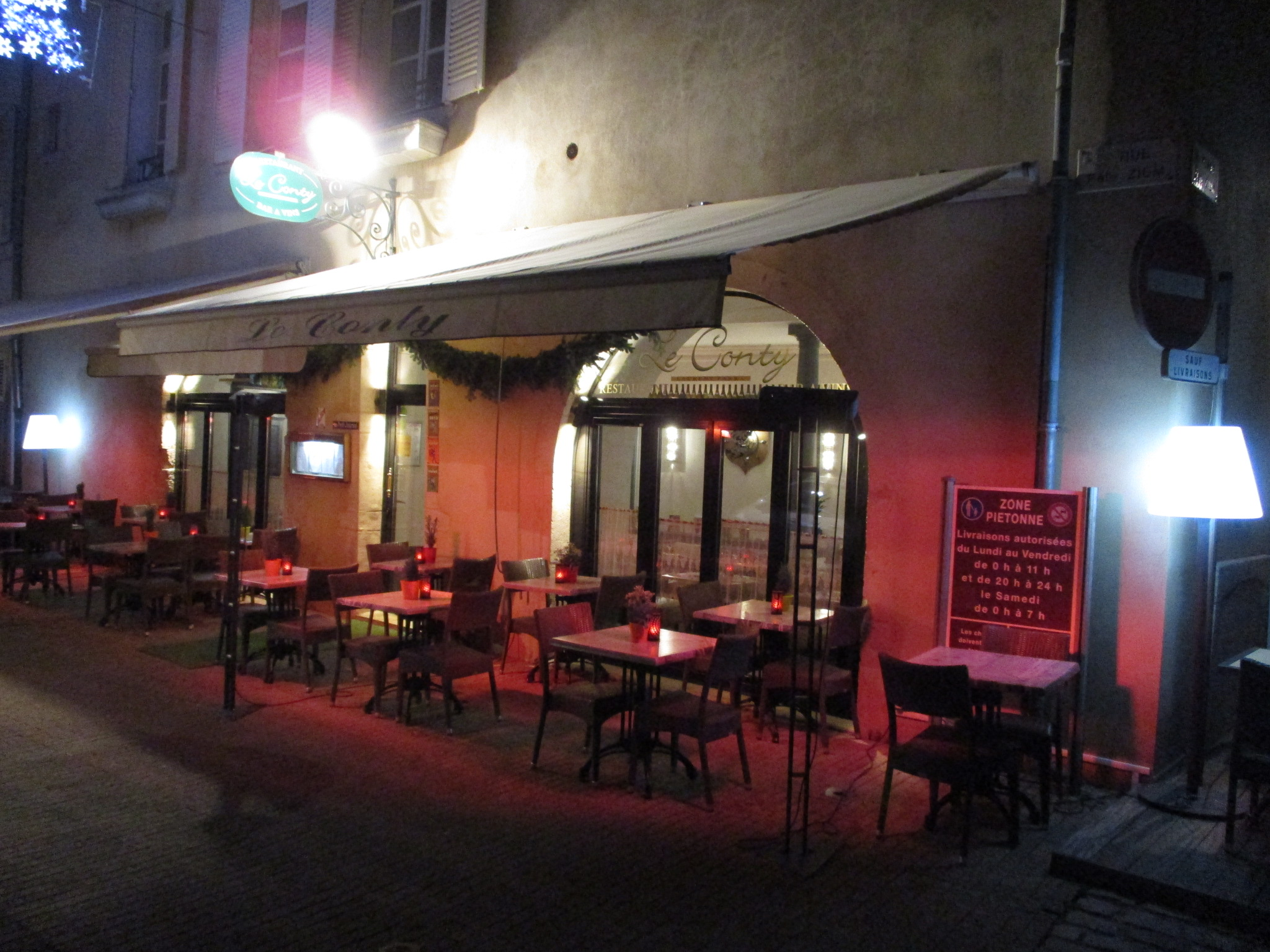
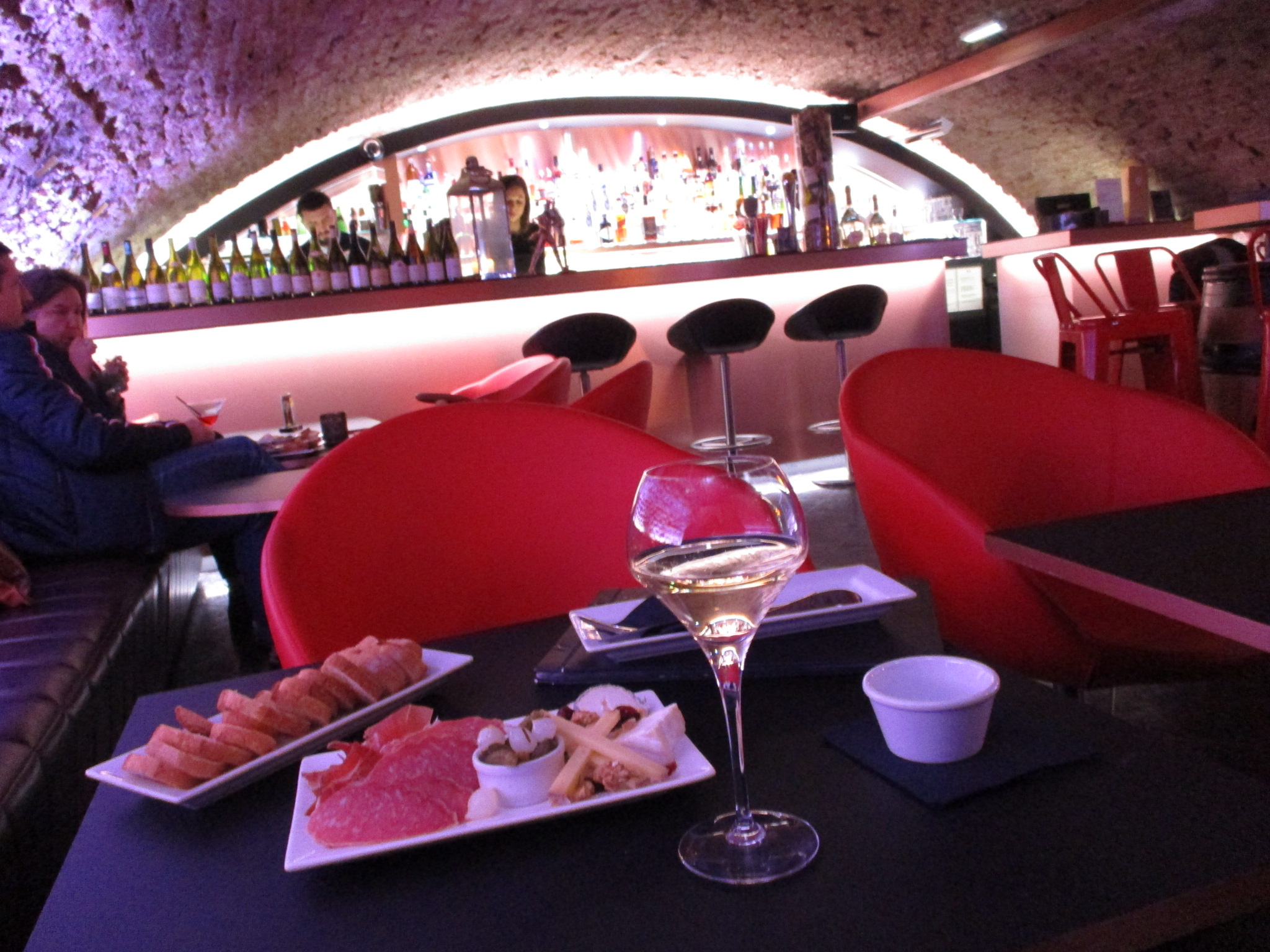
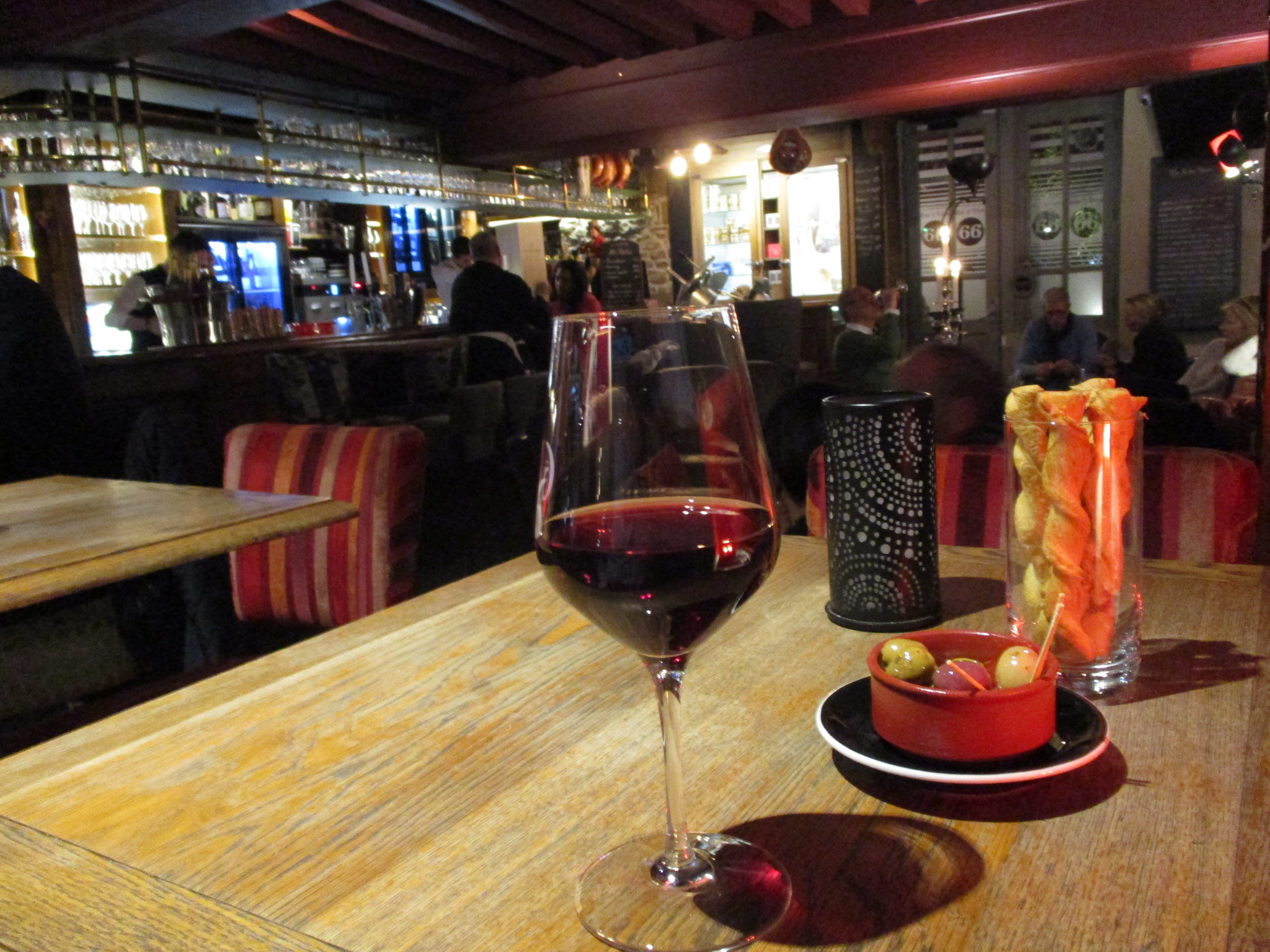
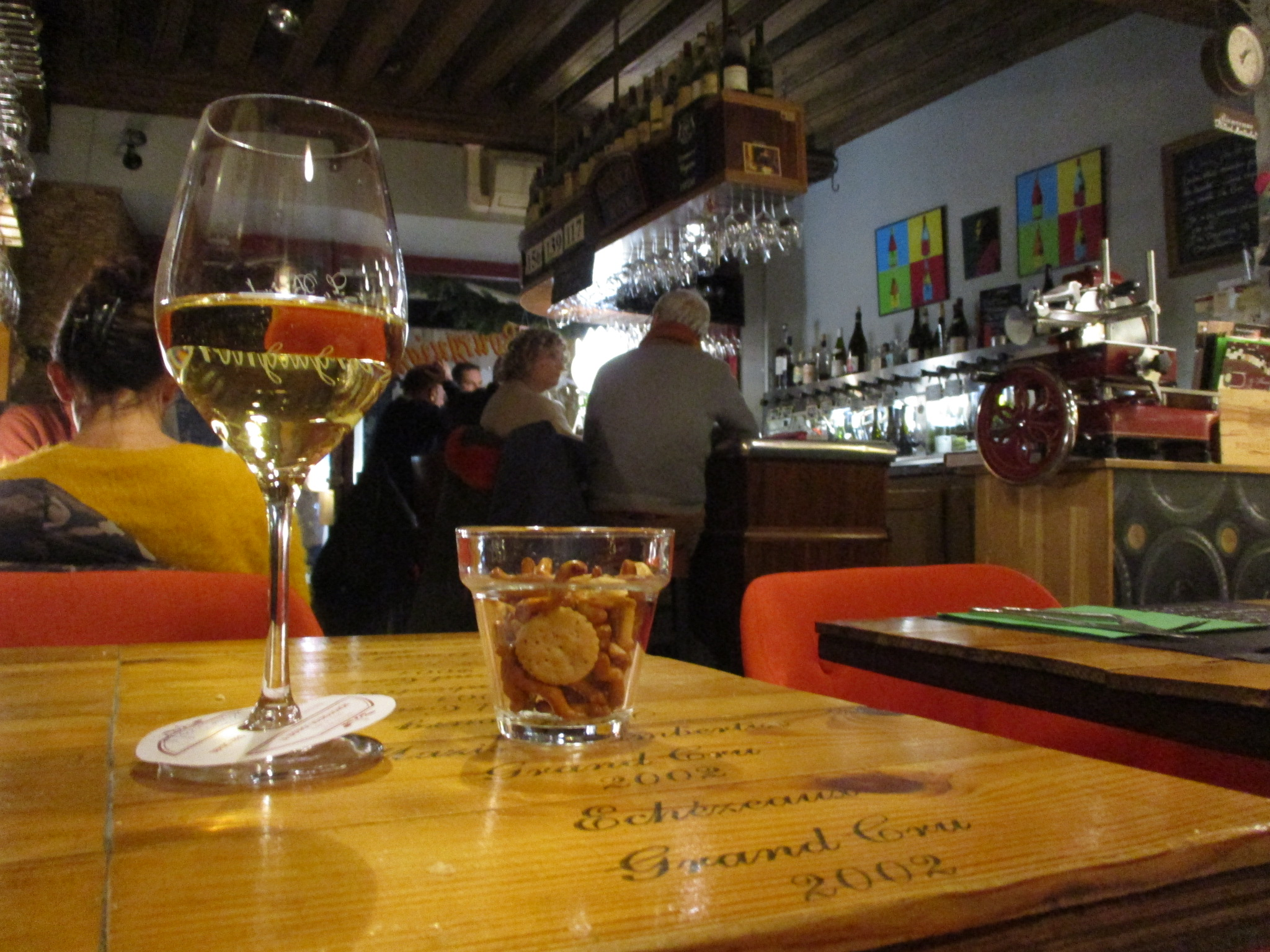
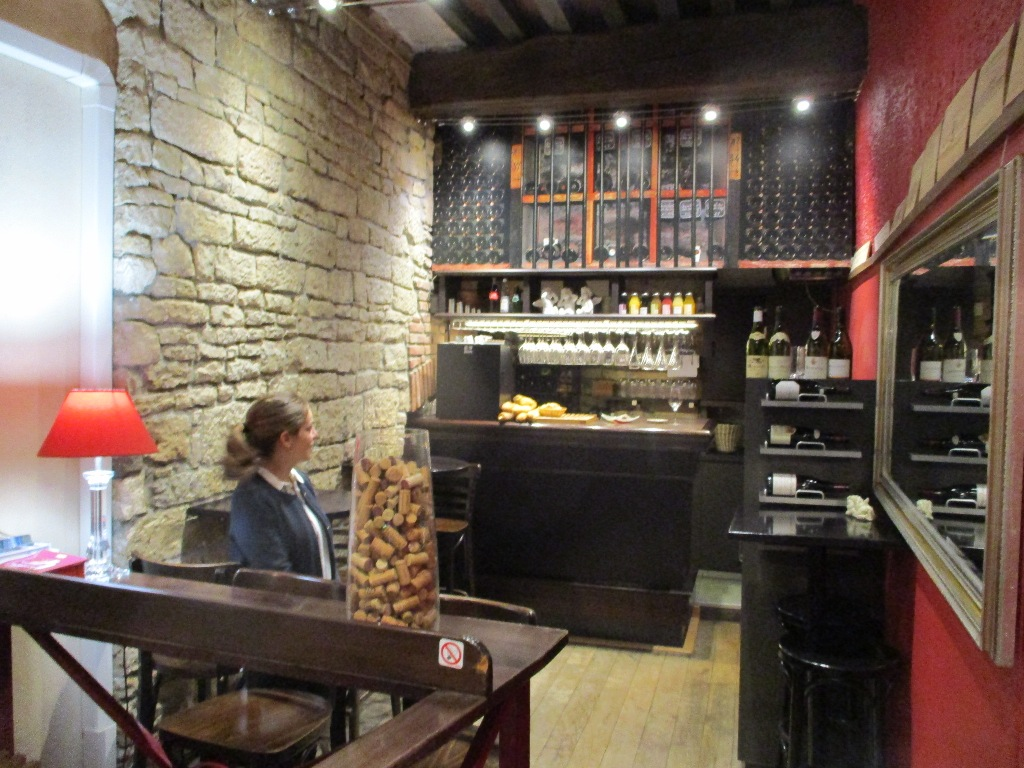
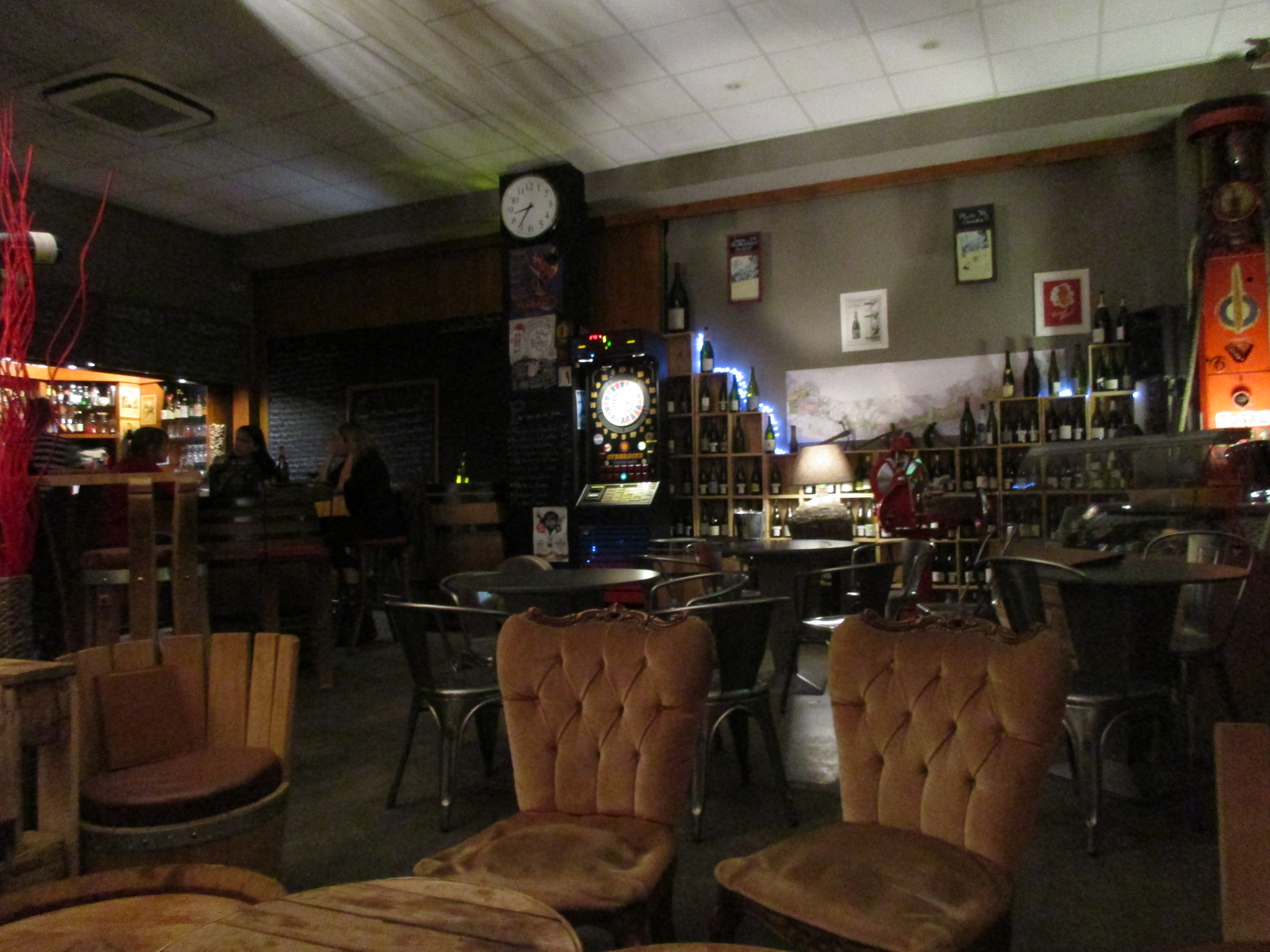
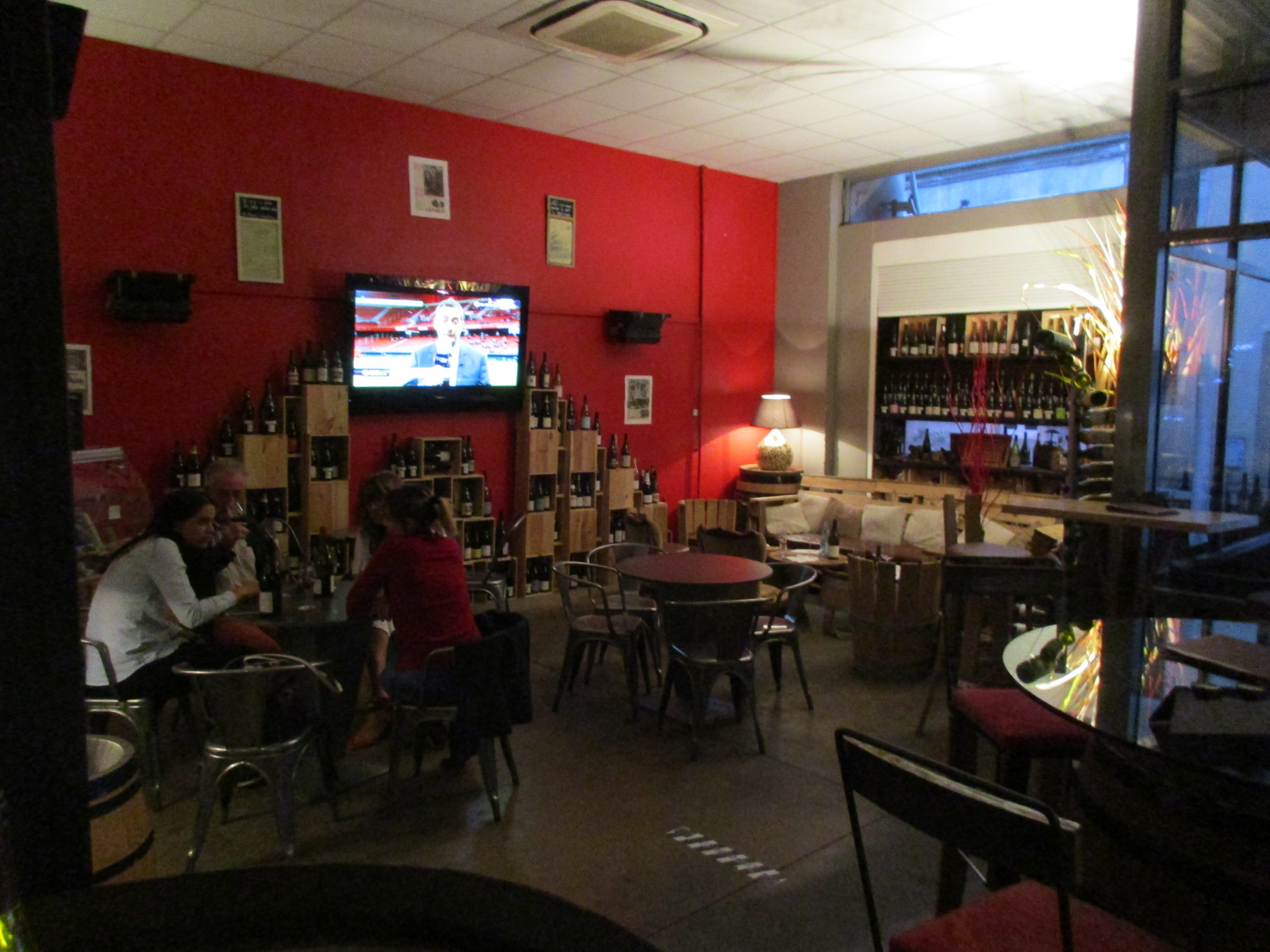
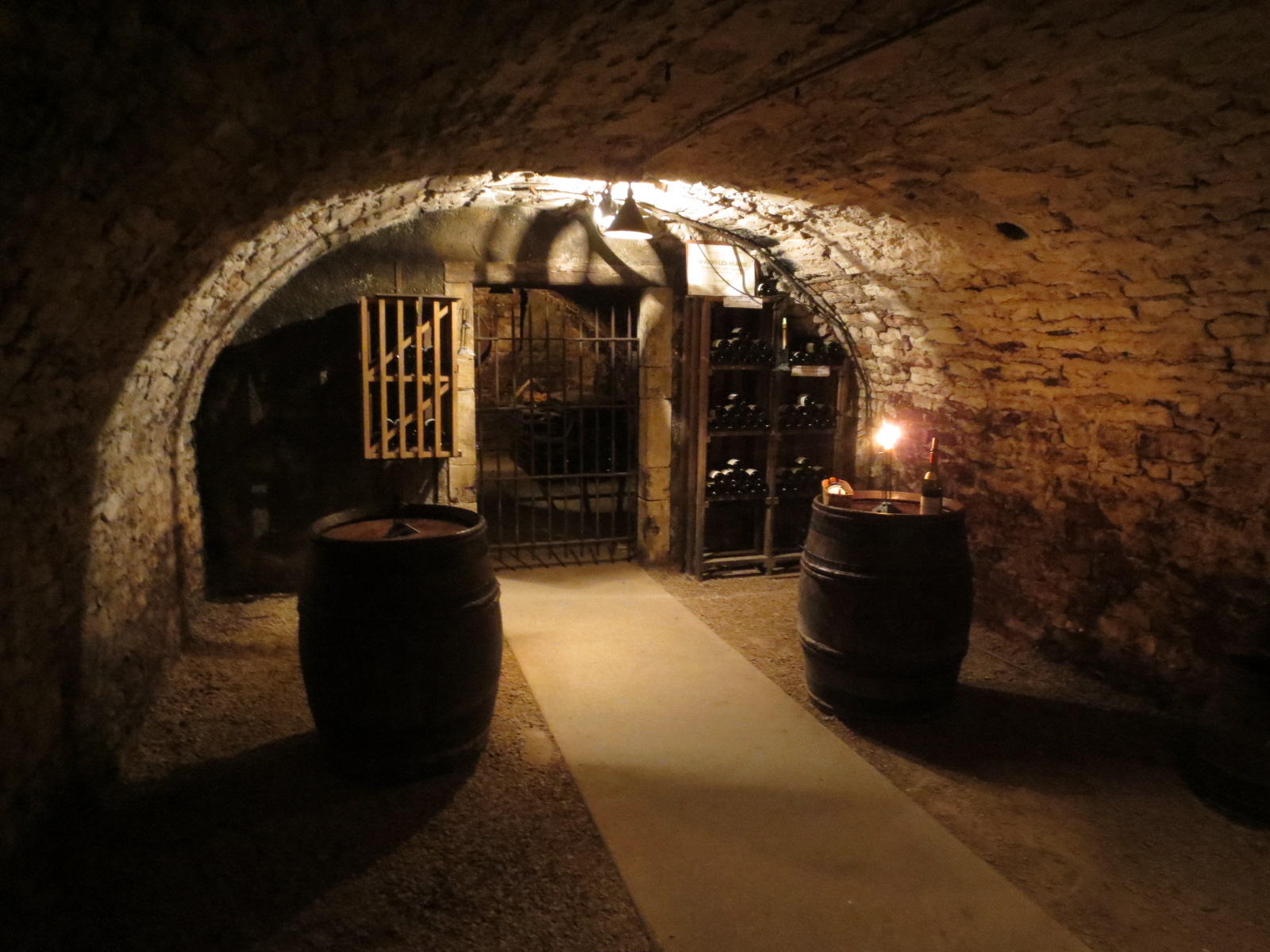
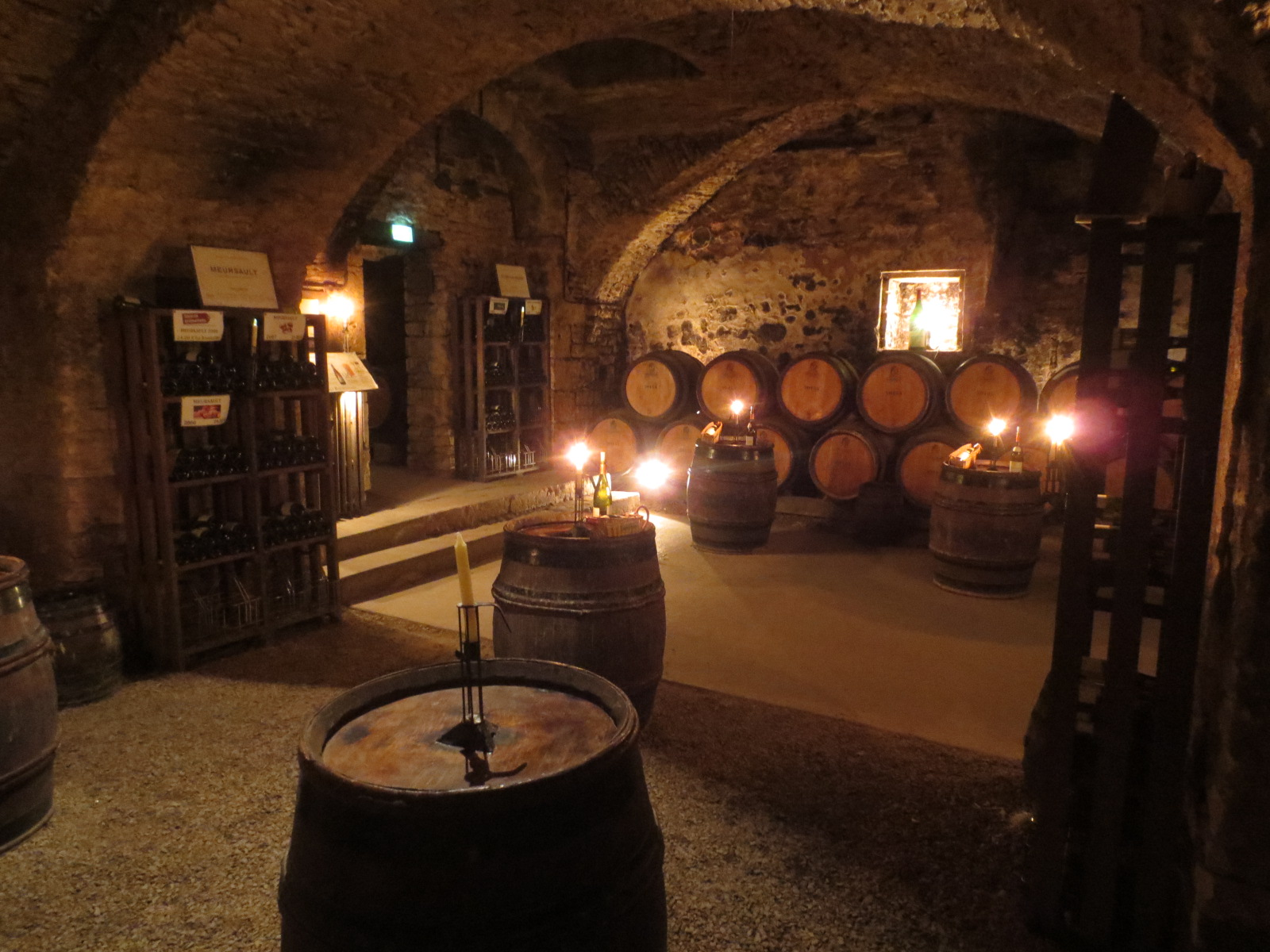
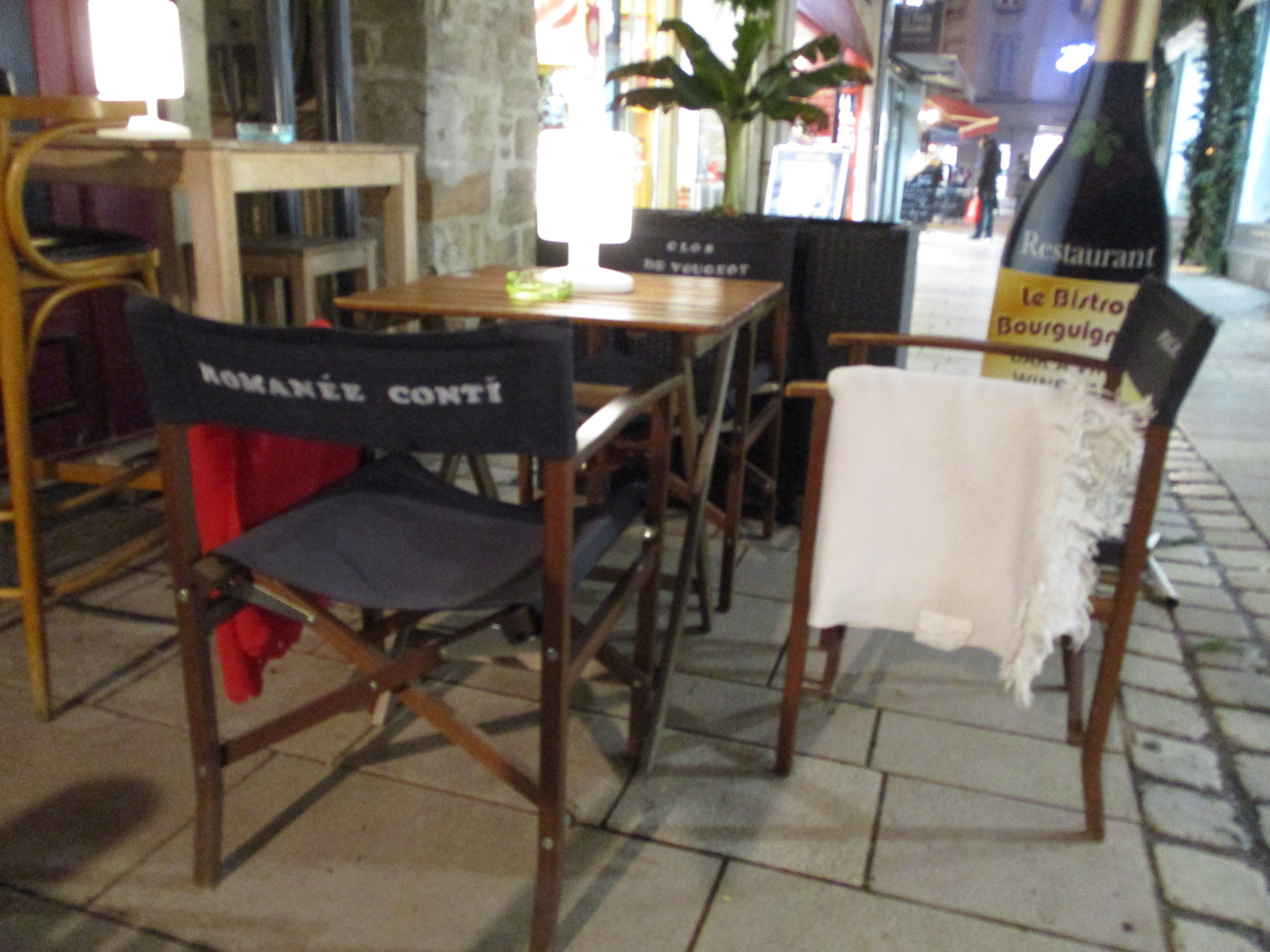
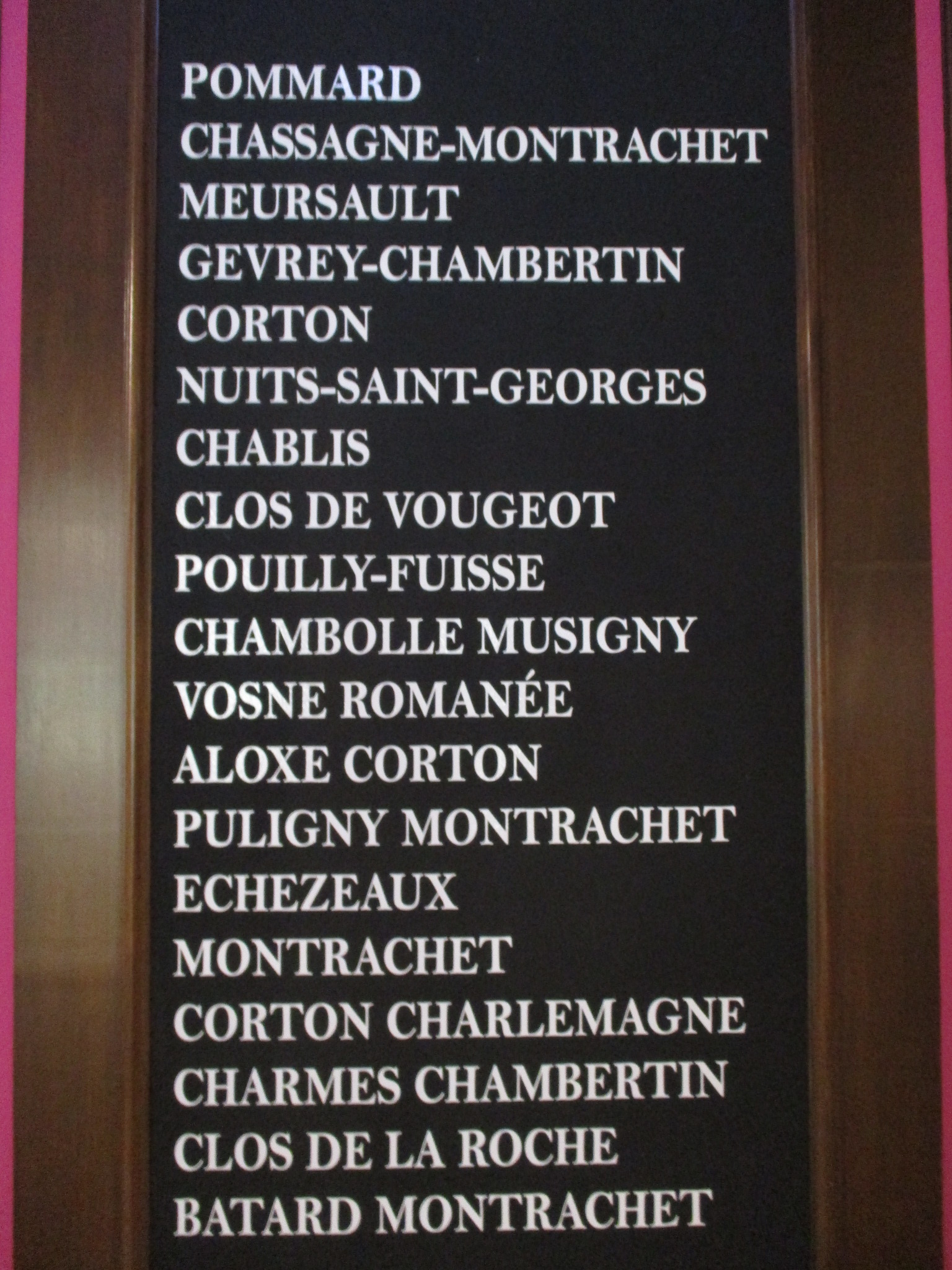

Des sommeliers-cavistes proposent en général des sélections personnelles de vins locaux de leur région viticole, ou d'autres régions viticoles à découvrir, pour amateurs oenophiles et Œnotourisme, servi généralement avec des amuse-gueule, assiettes composées de fromage et charcuterie, tapas, bruschetta, antipastis, plats de cuisines traditionnelles locales..., dans des ambiances et décors généralement de Lounge bar de style design cosy...

Quelques Winstubs du vignoble d'Alsace
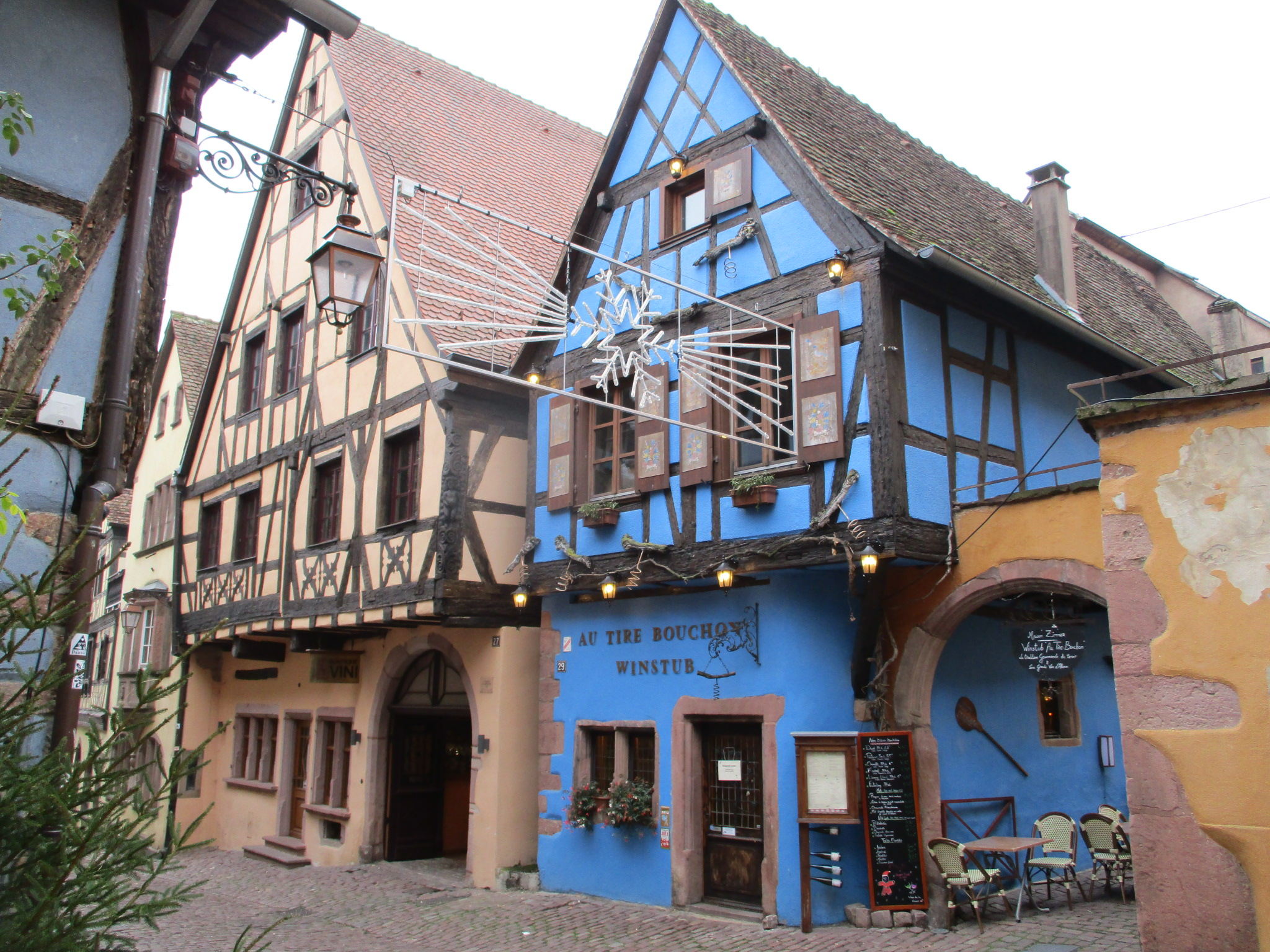
Riquewihr
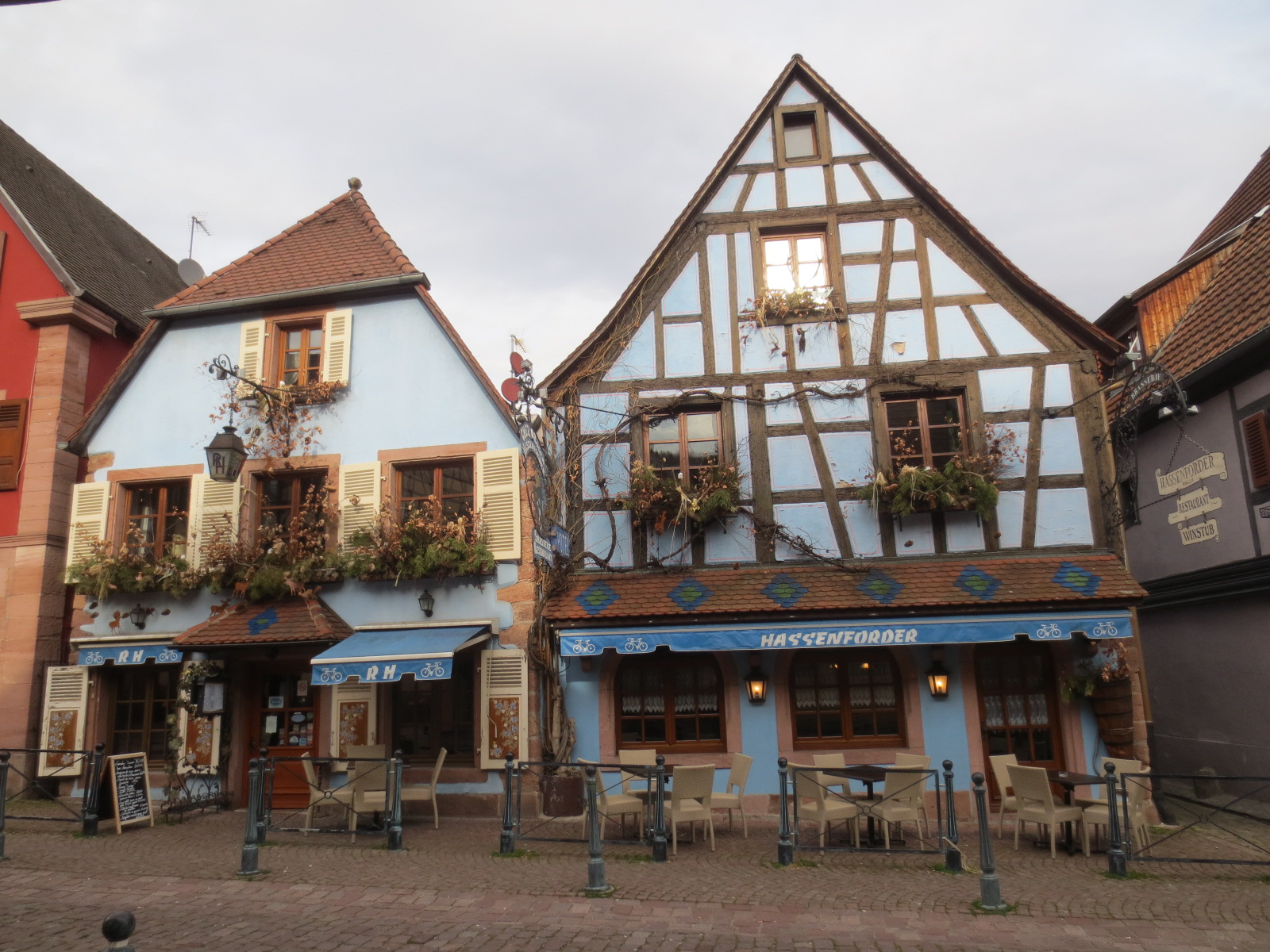
Kaysersberg
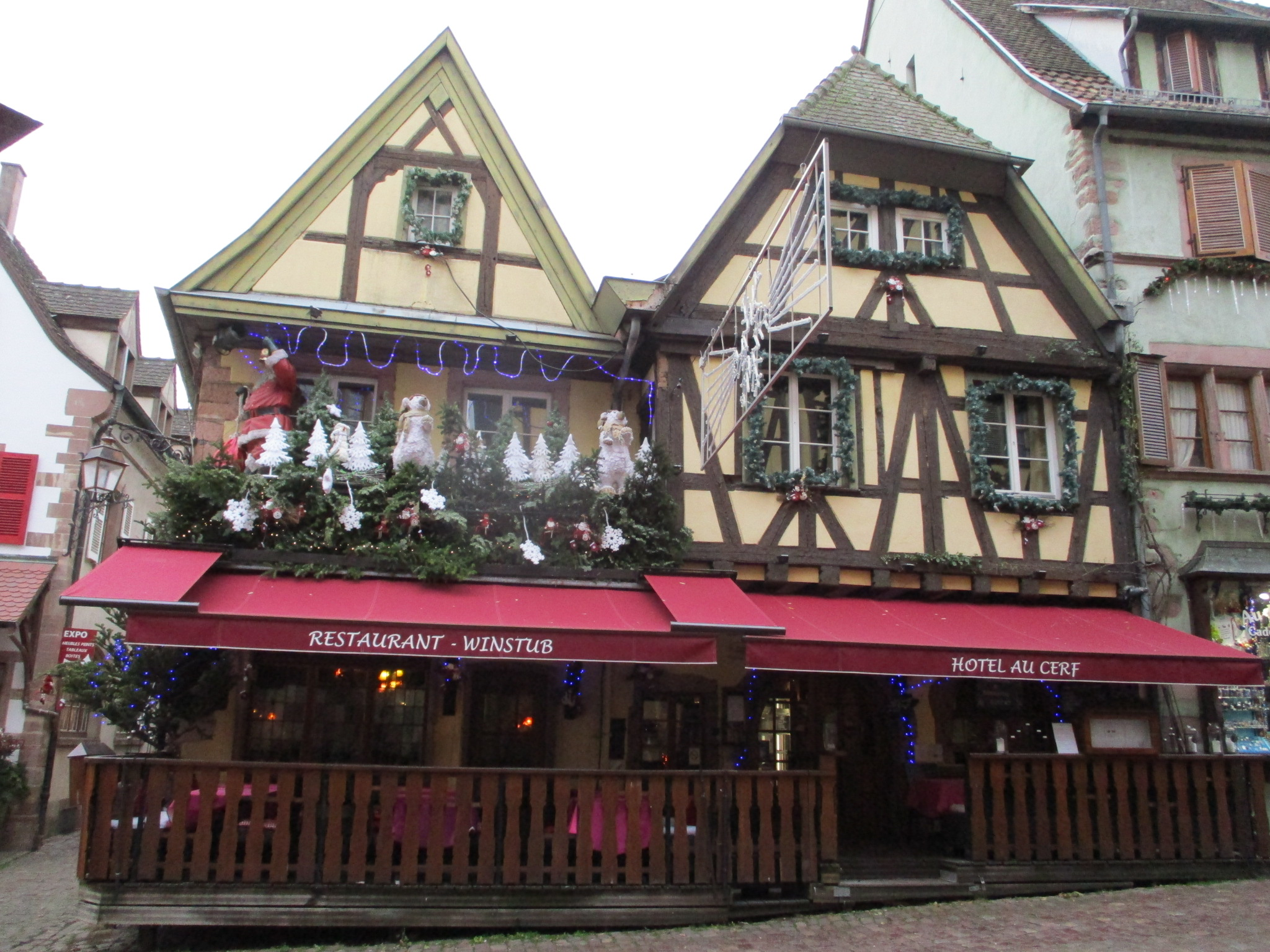
Riquewihr
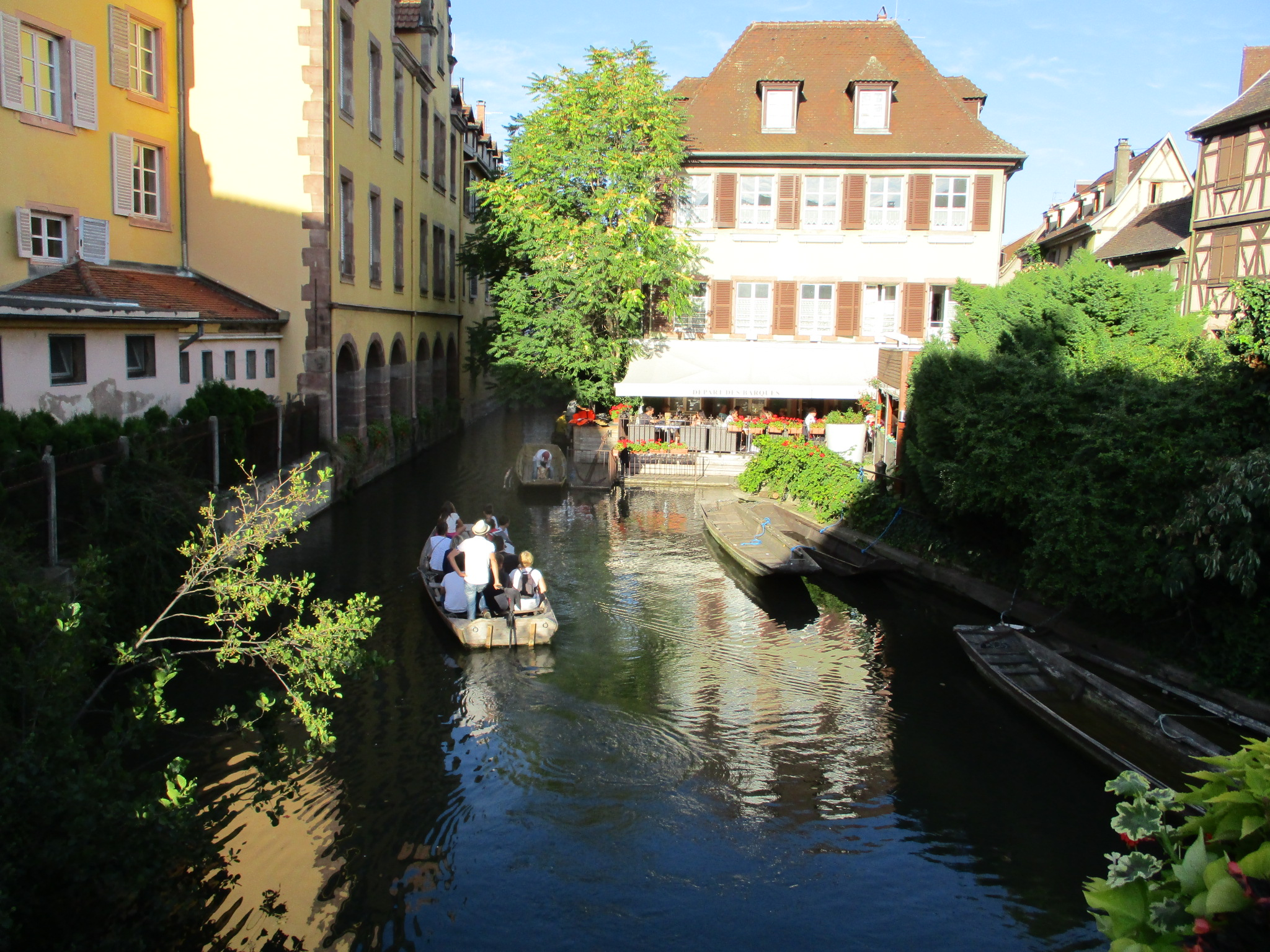
Winstub La Krutenau de la Petite Venise de Colmar
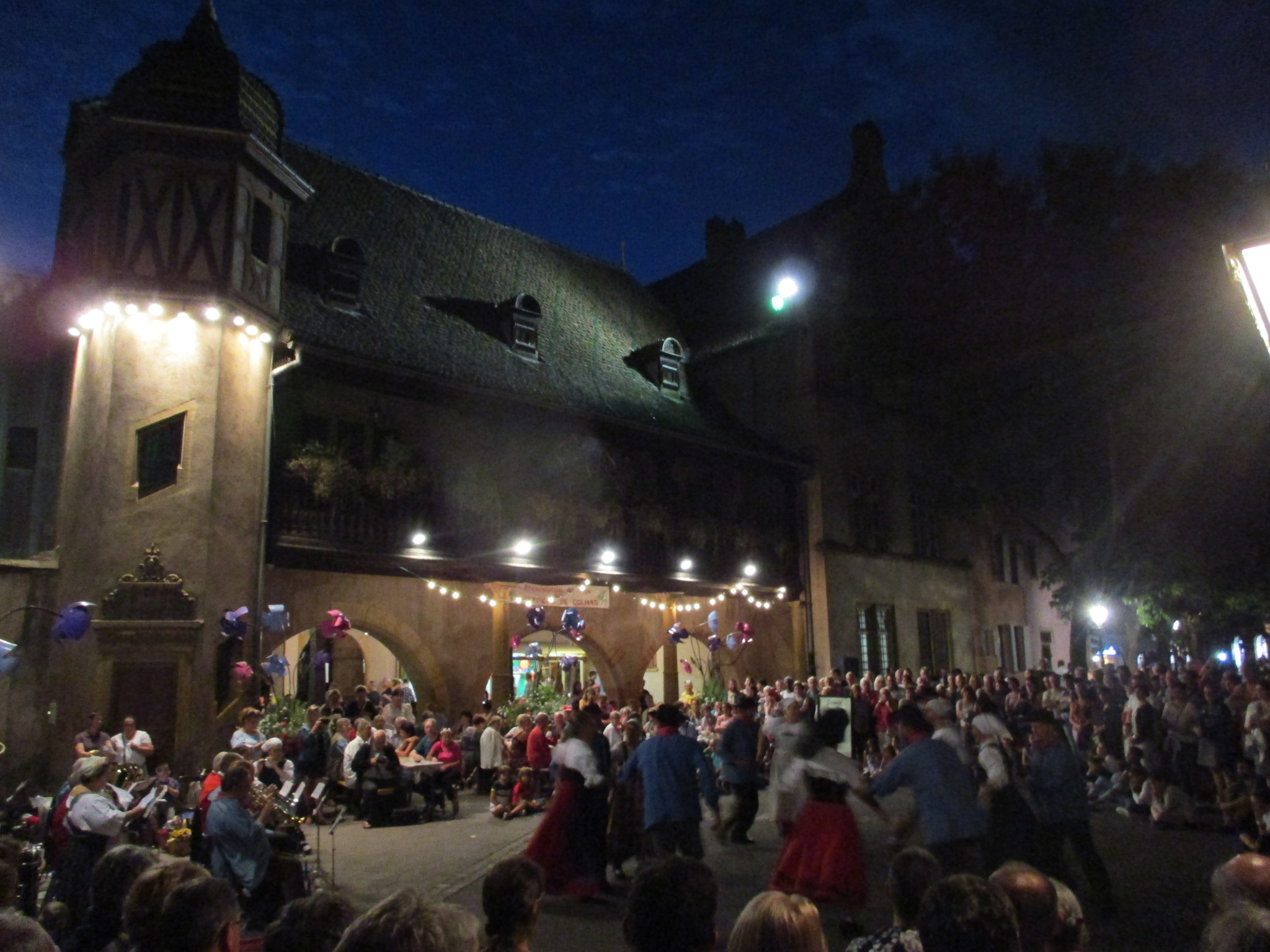
Koïfhus de Colmar

Des bars à vin proposent des repas pour découvrir trois à quatre vins différents, parmi des cartes des vins de centaines de vins, allant des vins de pays, aux vins les plus prestigieux.

Quelques bars à vin dans le monde
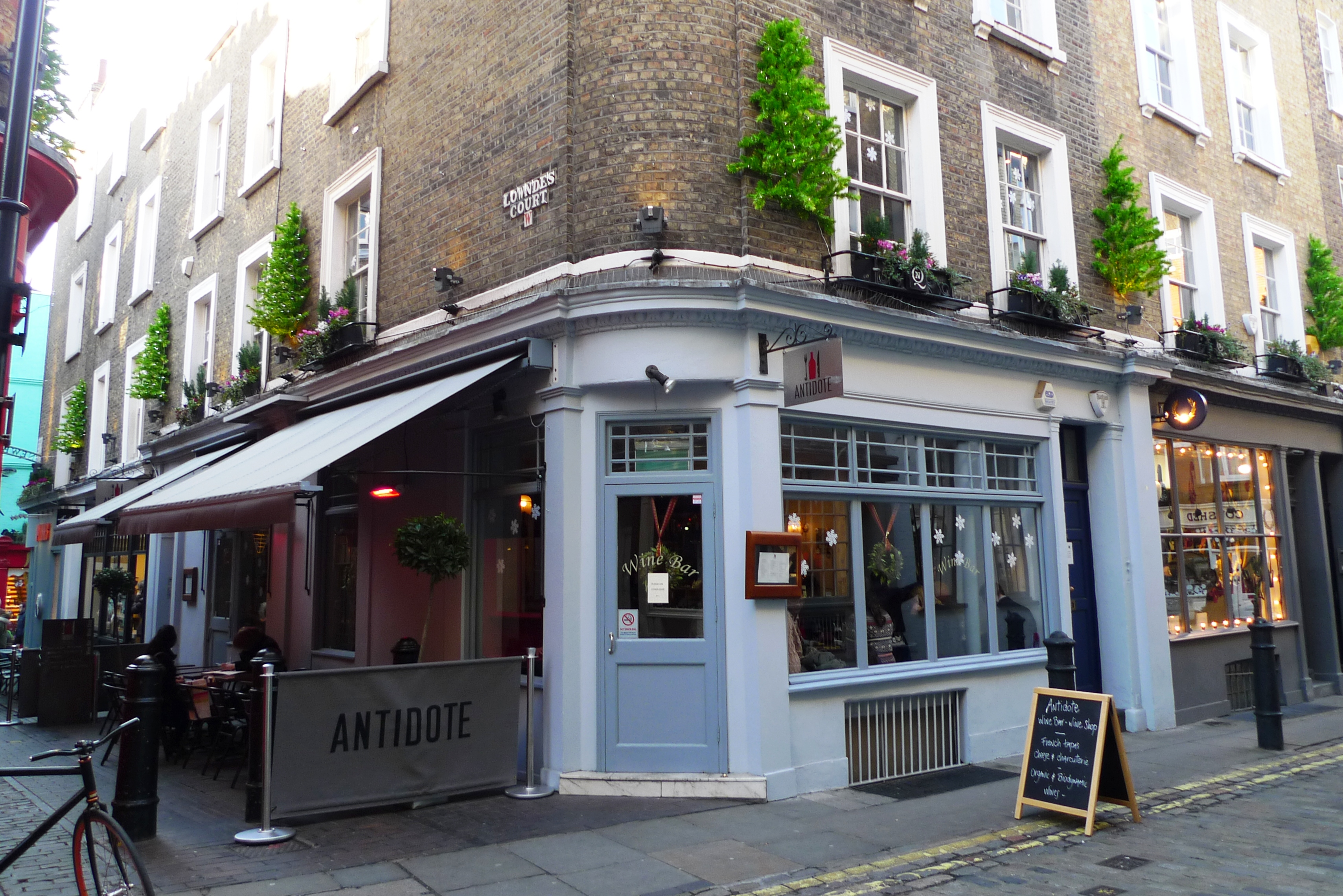
Soho à Londres
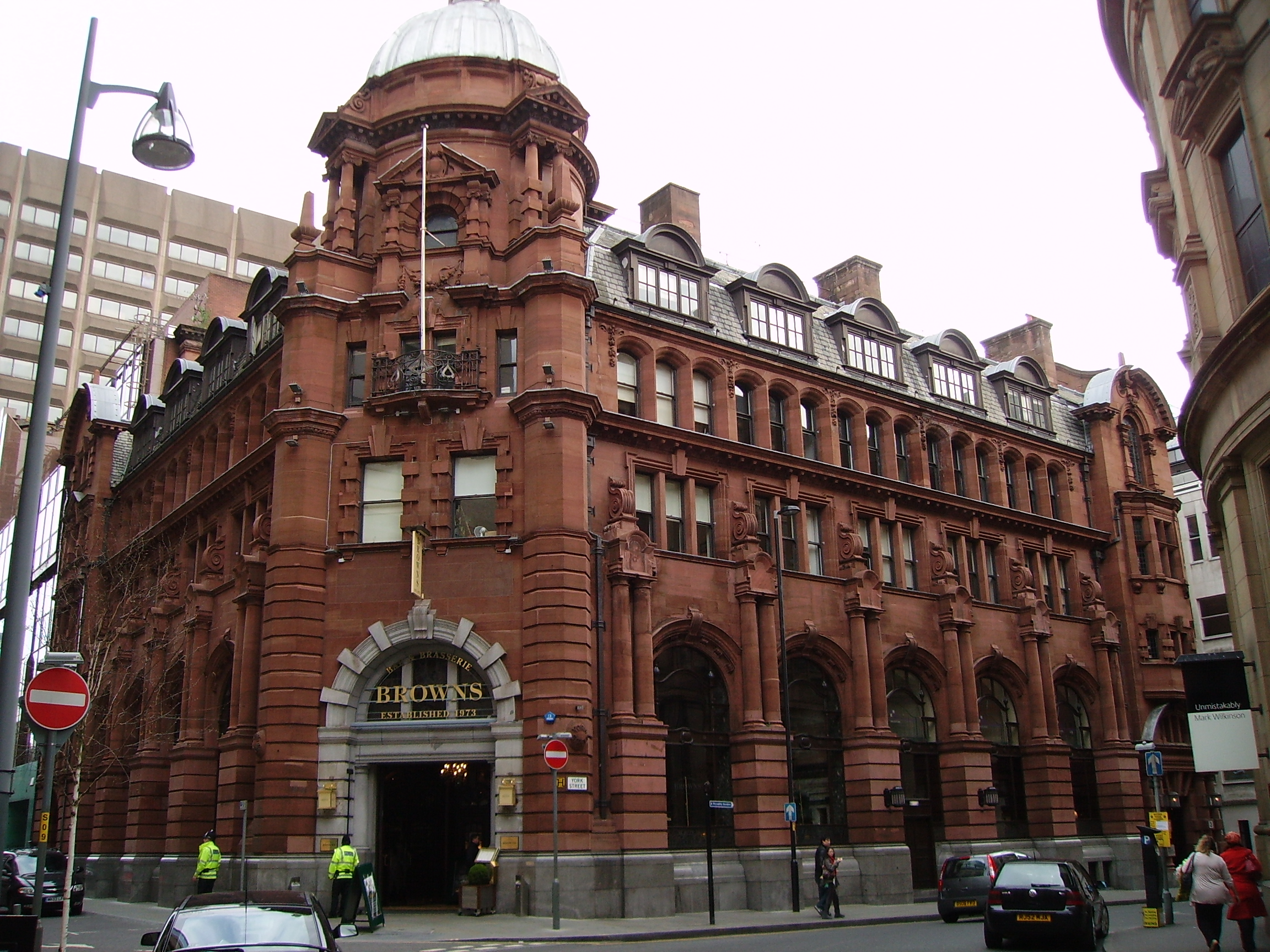
Ancienne Westminster Bank de Manchester en Angleterre
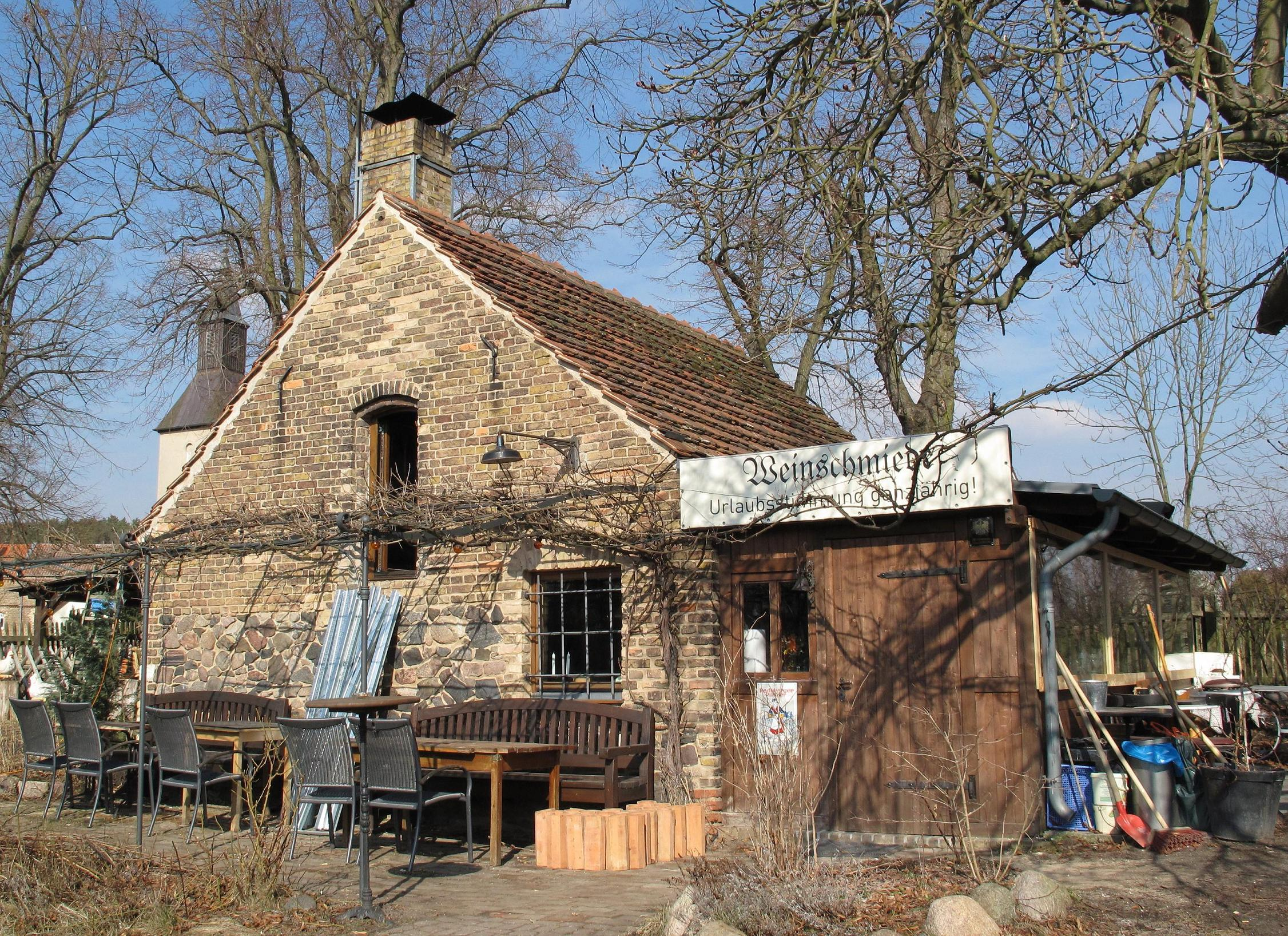
Anciennes forges classées de Fresdorf en Allemagne
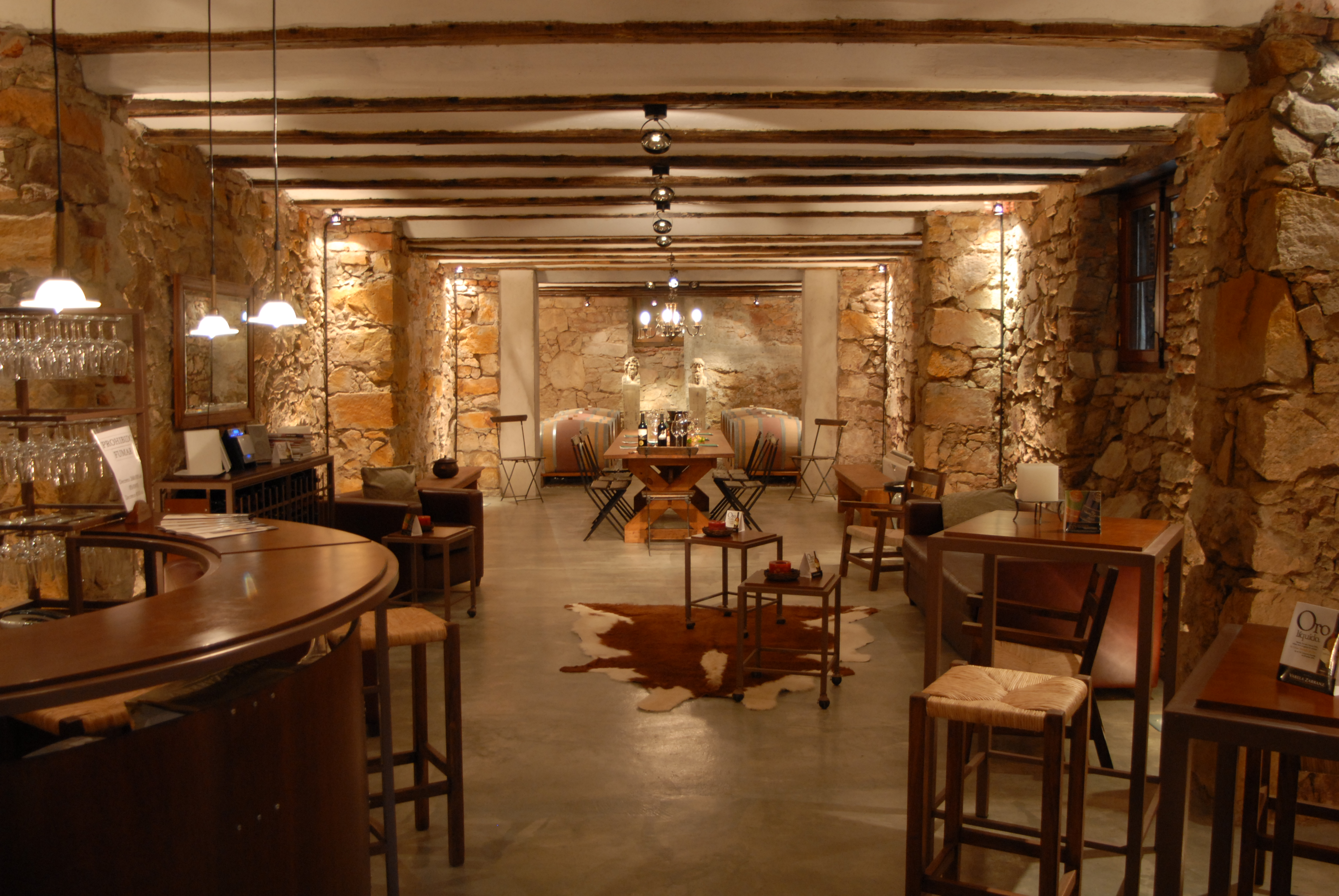
Uruguay
Hong Kong

## Événements œnologiques
Quelques régions viticoles organisent des événements festifs annuels promotionnels sur des quartiers ou villages entiers durant quelques jours :

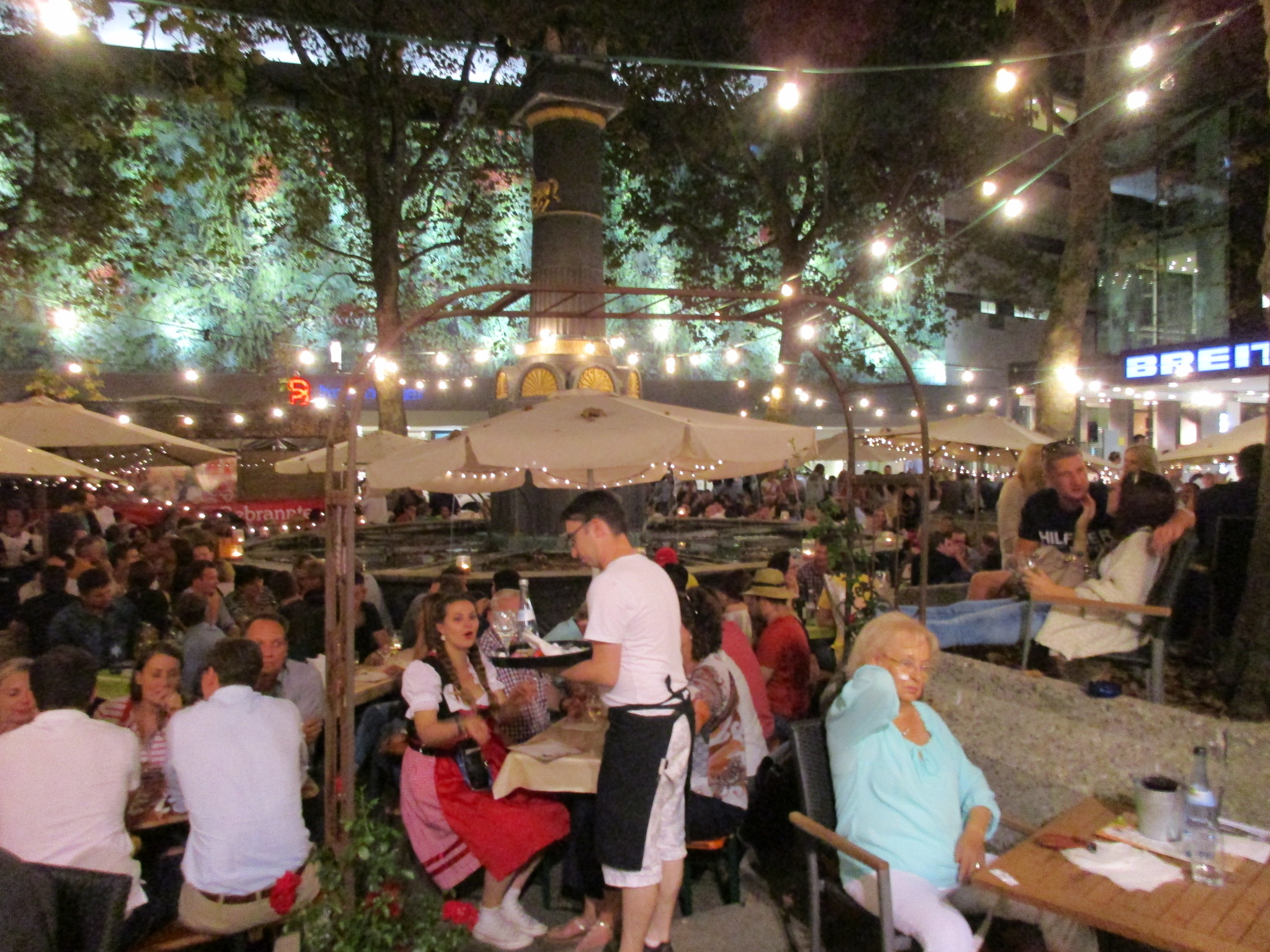
Village viticole de Stuttgart, du vignoble du Bade-Wurtemberg en Allemagne

- Bordeaux fête le vin (vignoble de Bordeaux)
- Fête de la Saint-Vincent tournante, Percée du vin jaune (vignoble de Bourgogne et vignoble du Jura en Bourgogne-Franche-Comté)
- Fête de la véraison du vignoble Châteauneuf-du-pape
- Village viticole de Stuttgart (vignoble du Bade-Wurtemberg en Allemagne)